# Folsom (Louisiana)
Folsom és una població dels Estats Units a l'estat de Louisiana. Segons el cens del 2000 tenia 525 habitants.

## Demografia
Segons el cens del 2000, Folsom tenia 525 habitants, 197 habitatges, i 142 famílies. La densitat de població era de 132,5 habitants/km².
Dels 197 habitatges en un 36% hi vivien nens de menys de 18 anys, en un 54,8% hi vivien parelles casades, en un 11,7% dones solteres, i en un 27,9% no eren unitats familiars. En el 24,4% dels habitatges hi vivien persones soles el 10,7% de les quals corresponia a persones de 65 anys o més que vivien soles. El nombre mitjà de persones vivint en cada habitatge era de 2,66 i el nombre mitjà de persones que vivien en cada família era de 3,18.
Per edats la població es repartia de la següent manera: un 27,2% tenia menys de 18 anys, un 8,6% entre 18 i 24, un 30,1% entre 25 i 44, un 22,7% de 45 a 60 i un 11,4% 65 anys o més.
L'edat mediana era de 36 anys. Per cada 100 dones de 18 o més anys hi havia 91 homes.
La renda mediana per habitatge era de 33.889 $ i la renda mediana per família de 42.500 $. Els homes tenien una renda mediana de 24.167 $ mentre que les dones 19.250 $. La renda per capita de la població era de 14.982 $. Entorn del 13,6% de les famílies i el 15,5% de la població estaven per davall del llindar de pobresa.

## Poblacions més properes
El següent diagrama mostra les poblacions més properes.